# Parenti
Parenti is een gemeente in de Italiaanse provincie Cosenza (regio Calabrië) en telt 2347 inwoners (31-12-2004). De oppervlakte bedraagt 37,6 km², de bevolkingsdichtheid is 63 inwoners per km².

## Demografie
Parenti telt ongeveer 810 huishoudens. Het aantal inwoners steeg in de periode 1991-2001 met 3,7% volgens cijfers uit de tienjaarlijkse volkstellingen van ISTAT.
| Jaar | Inwoneraantal |
| ---- | ------------- |
| 1991 | 2244          |
| 2001 | 2328          |

## Geografie
Parenti grenst aan de volgende gemeenten: Aprigliano, Bianchi, Colosimi, Marzi, Rogliano, Taverna (CZ).